# 18739 Ларріху
18739 Ларріху (18739 Larryhu) — астероїд головного поясу, відкритий 26 вересня 1998 року.
Тіссеранів параметр щодо Юпітера — 3,580.